# Волфрам II фон Флекенщайн
Волфрам II фон Флекенщайн Млади (на немски: Wolfram II von Fleckenstein; * пр. 1251; † между 22 февруари 1275 и 23 август 1277) е благородник от фамилията Флекенщайн от Елзас и господар на Флекенщайн.

## Произход
Той е син на Хайнрих I фон Флекенщайн († сл. 27 февруари 1259) и съпругата му Кунигунда фон Барендорф (Бацендорф).
Волфрам II е погребан в Нидерхазлах.

## Фамилия
Волфрам II фон Флекенщайн се жени за Гертруд фон Етендорф († 31 януари 1303, погребана в Зулц), дъщеря на Вернер, господар фон Етендорф († 1220). Те имат децата:
- Волфрам III фон Флекенщайн († сл. 1312)
- дъщеря, омъжена за фон Хоенщайн
- Хайнрих II фон Флекенщайн (* пр. 1275; † пр. 1312), баща на Хайнрих V фон Флекенщайн (* пр. 1312; † 1365)

## Галерия
- Замък Флекенщайн
- Останки от замък Флекенщайн